# Sjöorre
Ej att förväxla med svärta, som heter ”sjøorre” på norska.
Sjöorre (Melanitta nigra) är en andfågel som häckar i norra delarna av Europa och västra Asien. Tidigare behandlades amerikansk sjöorre som förekommer i östra Asien och Nordamerika som en underart till sjöorren, men urskiljs numera som egen art. IUCN kategoriserar sjöorrens population som livskraftig.

## Utseende och läte
Sjöorren är en medelstor (44–54 centimeter) och kompakt andfågel. Hanen är svart och har en gul fläck mitt på näbben och en liten näbbknöl vid näbbroten. Honan saknar näbbknöl och är brungrå med ljusa kinder och brunsvart hjässa, lite påminnande om hona rödhuvad dykand. Benen hos bägge kön är svartbruna eller svartgrå. Sjöorren saknar vitt i vingen som den liknande arten svärta har. Rastande flockar håller ihop tätt, både tätare och individrikare än svärtan. Till skillnad från svärtan dyker den med ett litet hopp och med ihopfällda vingar.
Hanen låter vissla ett mjukt pjy cirka en gång i sekunden i spelet, men hörs också under vårnätter från sträckande flockar.

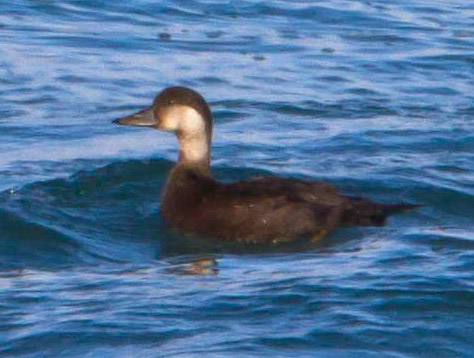
Honfärgad fotograferad på Island.

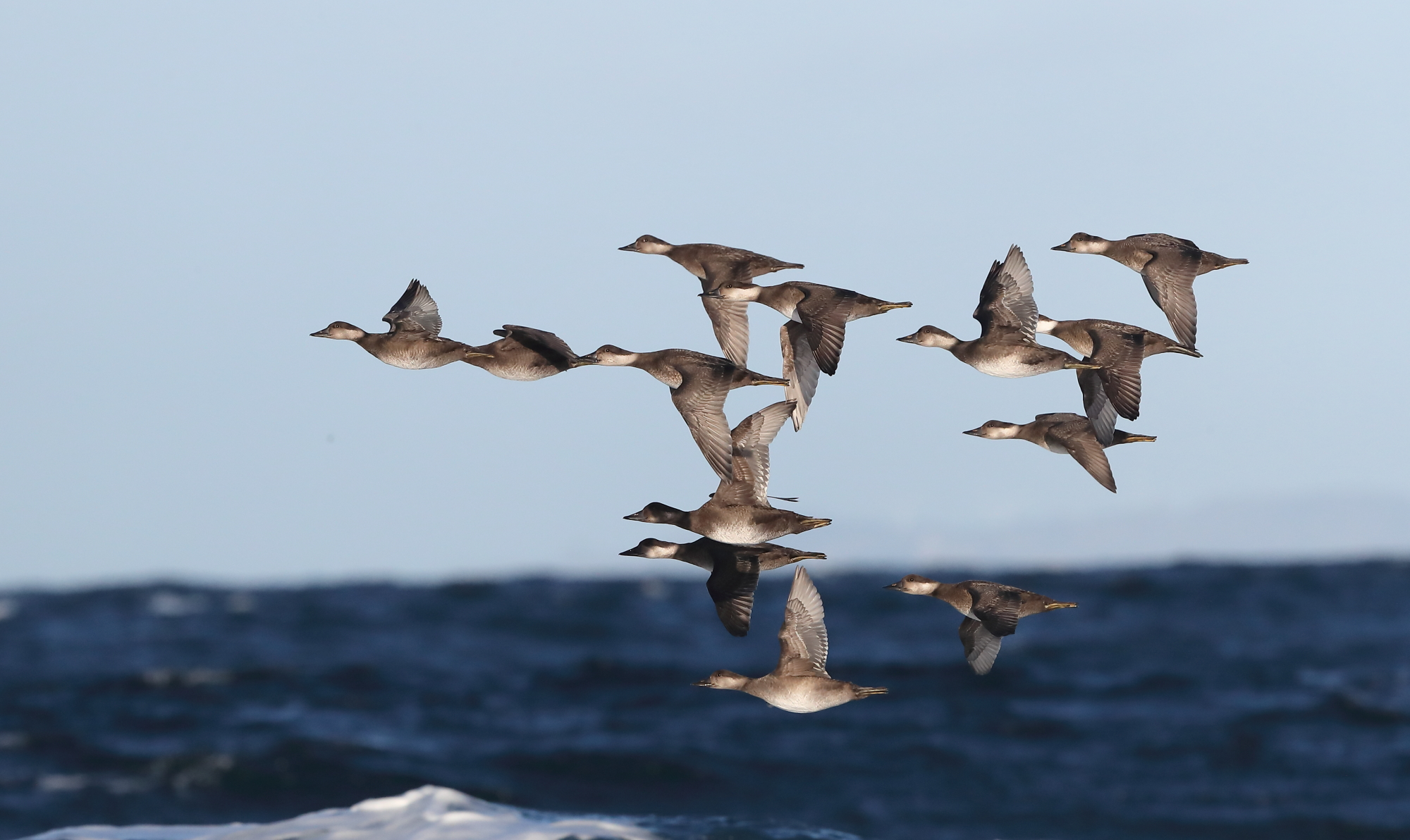
Flock med honfärgade sjöorrar i flykten.

Amerikansk sjöorre (M. americana), som tidigare behandlades som underart till sjöorren, är mycket lik. Den adulta hanen är dock diagnostisk på grund av sin stora gula näbbknöl, i nederkant till och med gulorange. Vidare har den tjockare hals. Honan är mycket lik sjöorrens hona, men skiljer sig på att teckningen i nacken är något bredare, nageln på näbben lite mer nedåtböjd samt att vissa honors mörka näbbar är mönstrade i gult. De skiljer sig också åt genom dess sorgsamma spelläte är mycket mer utdraget (0,7 sekunder jämfört med 0,1).

## Utbredning
Sjöorre häckar i de norra regioner av Europa och västra Asien. I Europa häckar den på Island och Irland, i Skottland och norra Fennoskandinavien österut till nordvästra Ryssland, ibland även på Spetsbergen. Den har också häckat i Färöarna och Lettland. Efter häckning flyttar den åt syd och sydväst och övervintrar till havs i södra Östersjön, västra Skandinavien och från Nordsjön söderut till norra Marocko, i mindre antal även längre söderut till norra Mauretanien samt i västra Medelhavet. Några få flyttfåglar eller övervintrare hittas även i Centraleuropa samt i Svarta och Kaspiska haven.

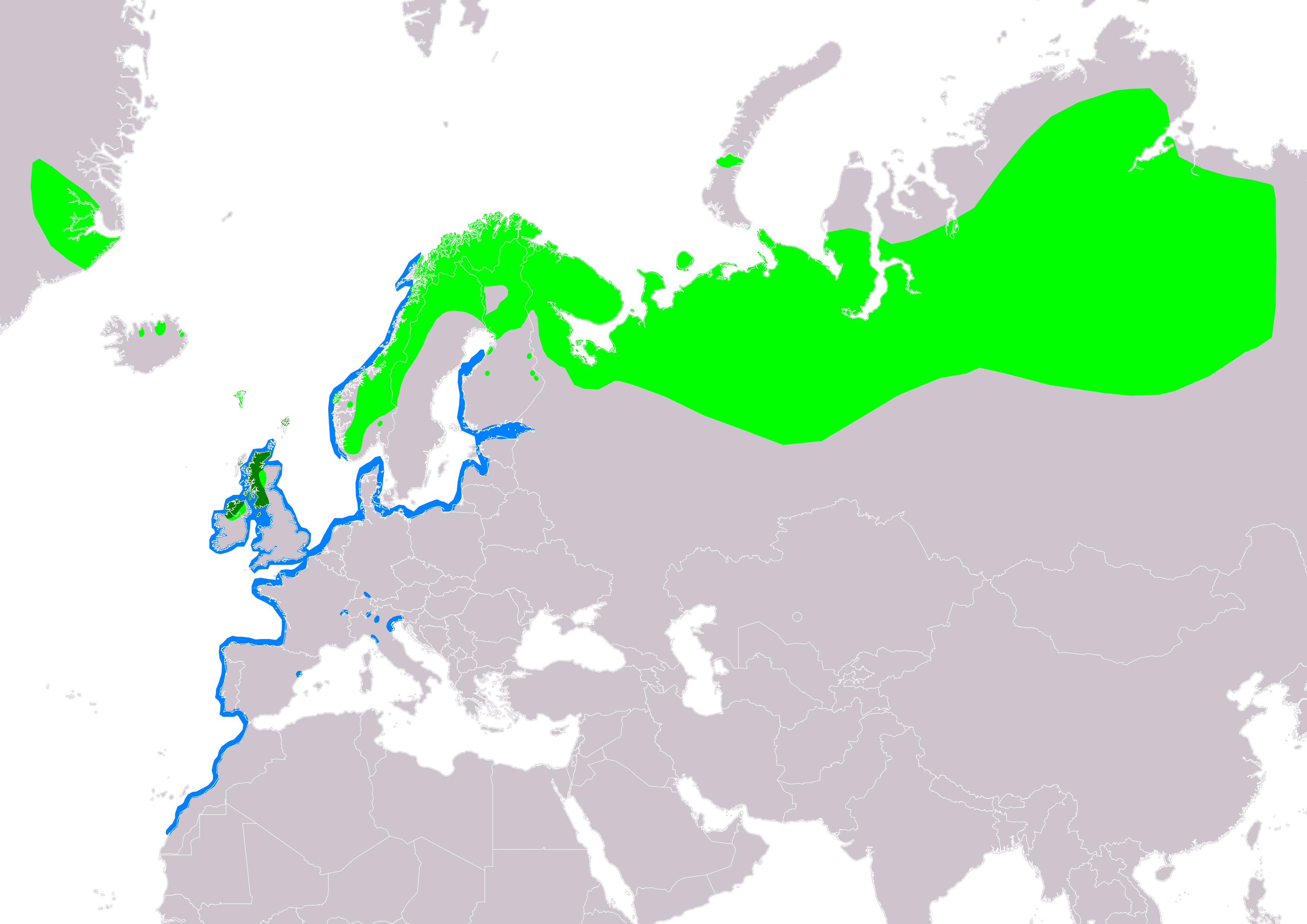
Sjöorrens utbredningsområde.

### Förekomst i Sverige
Sjöorre häckar från norra Dalarna till Torne Lappmark och norra Norrbotten. På våren passerar sjöorren södra Sverige över land nattetid, medan höstflyttningen med mestadels honor och ungfåglar följer kusterna dagtid. Många hanar drar söderut redan under slutet av sommaren för att rugga i södra Danmark.

## Systematik
Idag behandlas sjöorren som monotypisk, det vill säga att den inte delas in i några underarter. Tidigare kategoriserades sjöorre och amerikansk sjöorre (Melanitta americana) som underarter av samma art. Forskning har dock visat att det finns skillnader i både läten och utseende. Numera kategoriseras de generellt som två goda arter, av Birdlife Sverige (tidigare Sveriges ornitologiska förening) sedan 2011.

## Ekologi
Sjöorren häckar i övre barrskogsregionen samt i fjällens vide- och björkzoner. Vintern tillbringar den till havs, ofta i stora flockar. De sex till nio äggen är gulaktigt vita. Boet byggs nära ett vattendrag på marken. Födan består av kräft- och blötdjur, till exempel musslor. Vid sötvatten tar den också insekter och små fiskar.

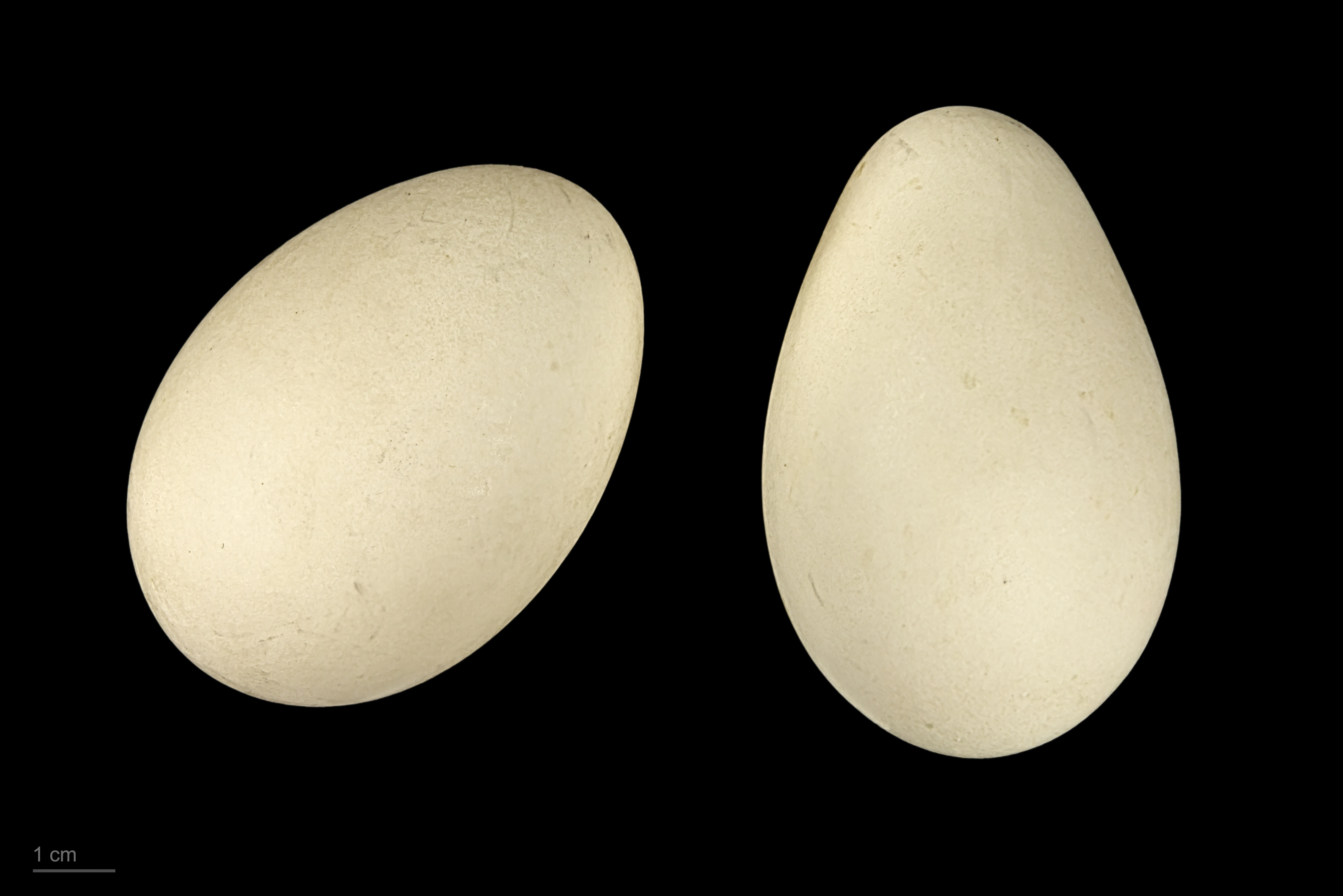
Sjöorrens ägg.

## Status och hot
Sjöorren har ett stort utbredningsområde och en stor världspopulation uppskattad till dryga miljonen häckande individer, varav 107 000–131 000 par tros häcka i Europa. Det finns dock motsägande data om beståndets utveckling. En jämförelse av antalet övervintrande sjöorrar i Östersjön mellan perioden 1988–1993 och 2007–2009 visar på en minskning med nästan hälften. Å andra sidan har inte sjöorren blivit ovanligare under sträcket i Finska viken, liksom antalet häckande fåglar både i Sverige och Finland. Möjligen har sjöorren skiftat övervintringsområde till Nordsjön, en tes som stärks av ett ökat antal i brittiska vatten. Innan sjöorrens populationsutveckling är ordentligt utredd kategoriserar internationella naturvårdsunionen IUCN arten tills vidare som livskraftig. Den är ej heller upptagen på Artdatabankens svenska rödlista. I Sverige tros häckningsbeståndet bestå av mellan 10 000 och 15 600 häckande individer.

## Taxonomi och namn
Sjöorren beskrevs vetenskapligt som art av Carl von Linné år 1758. Det vetenskapliga artnamnet nigra betyder just ”svart”. I Bohuslän har den dialektalt kallats "tistel", och den har även kallats svärta, havsorre och svartand. Notera att på norska är sjøorre namnet på svärtan (Melanitta fusca).